# Laccophilus continentalis
Laccophilus continentalis – gatunek wodnego chrząszcza z rodziny pływakowatych i podrodziny Laccophilinae.
Takson ten opisany został w 1935 roku przez Leopolda Gschwendtnera jako podgatunek L. posticus. Do rangi osobnego gatunku wyniósł go w 1946 roku Félix Guignot. W 1970 roku Joyce Omer-Cooper opisała L. perplexus – gatunek ten został zsynonimizowany z L. continentalis w 2015 roku przez Olofa Biströma, Andersa N. Nilssona i Johannesa Bergstena.
Chrząszcz o ciele długości od  3,6 do 4,1 mm, grzbietobrzusznie spłaszczonym, ubarwionym jasnordzawo z ciemniejszym tyłem głowy, ciemnordzawymi, rozległymi przyciemnieniami na pokrywach i ciemnordzawym do ciemnobrązowego znakiem na przedzie przedplecza. Głowa i przedplecze prawie niepunktowane, prawie matowe, finezyjnie mikrorzeźbione i prawie jednorodnie siateczkowane. Powierzchnia pokryw prawie matowa, jednorodnie siateczkowana, z rzędami bardzo drobnych, rzadkich punktów na dysku i rozproszonych punktów na bokach. U samca ostatni widoczny sternit odwłoka jest pośrodku tylnej krawędzi wydłużony, a na jej bokach wcięty, symetryczny. Penis zakrzywiony, mniej wydłużony niż u L. posticus, o delikatnym wierzchołku z małym, ostrym wyrostkiem.
Owad notowany w Gambii, Senegalu, Sudanie, Ghanie, Nigerii, Tanzanii, Kenii, Namibii, Botswanie, Zimbabwe, Mozambiku, Południowej Afryce, Suazi i na Sokotrze.